# Emerson Rodríguez
Emerson Rodríguez (ur. 2 lutego 1993) – wenezuelski siatkarz, reprezentant kraju, grający na pozycji atakującego.

## Sukcesy klubowe
Mistrzostwo Słowacji:
- 2017
- 2015

## Sukcesy reprezentacyjne
Mistrzostwa Ameryki Południowej Kadetów:
- 2010

Puchar Panamerykański Juniorów:
- 2011

Mistrzostwa Ameryki Południowej:
- 2017
- 2011

Puchar Panamerykański:
- 2015

## Nagrody indywidualne
- 2010: Najlepszy serwujący Mistrzostw Ameryki Południowej Kadetów
- 2017: Najlepszy punktujący Pucharu Panamerykańskiego